# 第10號鋼琴奏鳴曲 (貝多芬)
G大調第10號鋼琴奏鳴曲，作品14之2，是貝多芬的鋼琴奏鳴曲，於1798-99年間創作及完成，1799年12月與第9號奏鳴曲於維也納出版，作品是題獻給他的一位贊助人約瑟花·布勞恩男爵夫人（Josefa von Braun）。
相比他的《悲愴奏鳴曲》，本曲與第9號相對地都是比較短小、精緻而帶開朗氣息的作品，而本曲在拍子記號及演奏技巧都顯示出貝多芬的幽默和愛玩的特徵。
全曲演奏時間連重覆約為16分鐘。

## 樂曲結構
本奏鳴曲共有三個樂章，分別是：
- 第一樂章：快板（Allegro）
- 第二樂章：行版，第一部份不重覆（Andante, La prima parte senxa replica）
- 第三樂章：諧謔曲，甚急速地（Scherzo, Allegro assai）

## 樂曲分析

### 第一樂章
採用典型的奏鳴曲式寫成的樂章。

### 第二樂章
一段設有主題和三段變奏的變奏曲。

### 第三樂章
採用迴旋曲式的諧謔曲。

## 外部連結
- 波恩貝多芬之家有關《第9號》及《第10號鋼琴奏鳴曲》資料（德文）
- 希夫·安德拉斯談論貝多芬的《第10號鋼琴奏鳴曲》 （页面存档备份，存于）
- 貝多芬《第10號鋼琴奏鳴曲》：国际乐谱典藏计划上的乐谱
- 贝多芬《第10号钢琴奏鸣曲》创作历程的介绍及对音乐内容的评论（英文）